# Macrotelsonia strouhali
Macrotelsonia strouhali is een pissebed uit de familie Tendosphaeridae. De wetenschappelijke naam van de soort is voor het eerst geldig gepubliceerd in 1938 door Frankenberger.